# Gorakhpur
Gorakhpur (Hindi गोरखपुर, Urdu گورکھپور; Gorakhpur) ist eine etwa 800.000 Einwohner zählende Distriktshauptstadt im nordindischen Bundesstaat Uttar Pradesh. Der Name Gorakhpur leitet sich von Gorakhnath ab, einem der neun Nath-Meister (navnaths) und dem Begründer der religiösen Gruppe der Nath Pantha-Sekte, dem der bedeutendste Tempel der Stadt geweiht ist.

## Lage und Klima
Gorakhpur liegt am stets hochwassergefährdeten Fluss Rapti in der flachen Landschaft des Terai in einer Höhe von nur etwa 75 m knapp 100 km (Fahrtstrecke) von der Grenze zu Nepal entfernt. Die nächstgrößeren Städte sind Varanasi (ca. 200 km südlich) und Lakhnau (ca. 270 km westlich). Das Klima ist häufig schwülwarm; Regen (ca. 1200–1400 mm/Jahr) fällt hauptsächlich während der sommerlichen Monsunzeit.
Gorakhpur ist ein wichtiger Verkehrsknotenpunkt. Hier kreuzen sich der National Highway 28 von Lakhnau nach Barauni in Bihar und der National Highway 29 von Varanasi zur nepalesischen Grenze. Gorakhpur ist Sitz der North Eastern Railway, einer Regionalgesellschaft der Indian Railways. Vom Bahnhof Gorakhpur bestehen zahlreiche Zugverbindungen in alle wichtigen Städte Nordindiens. Der Flughafen Gorakhpur (IATA-Code: GOP) wird hauptsächlich von der indischen Luftwaffe genutzt, seit 2003 bestehen aber auch mehrmals wöchentliche Linienverbindungen nach Delhi und anderen Städten Indiens.

## Bevölkerung
| Jahr      | 1991    | 2001    | 2011    |
| Einwohner | 505.566 | 622.701 | 673.446 |

Den Großteil der im 20. Jahrhundert vorwiegend durch Zuwanderung von etwa 65.000 auf rund 620.000 Einwohner gewachsenen Bevölkerung bilden Hindus (ca. 70 %), daneben gibt es einen bedeutsamen Anteil von Moslems (ca. 25 %); Buddhisten, Jains, Sikhs und Christen bilden kleinere Minderheiten. Gesprochen wird zumeist Hindi.

## Wirtschaft
Gorakhpur ist das großstädtische Zentrum einer in hohem Maße landwirtschaftlich geprägten Umgebung. Die Wirtschaft der Stadt lebt großteils von der Zucker- und Düngemittelindustrie; auch der Dienstleistungssektor spielt eine bedeutsame Rolle. In Gorakhpur ist eine Universität ansässig. Die Stadt ist die Heimstätte der Gita Press, die zu staatlich subventionierten Preisen hinduistische Schriften publiziert.

## Geschichte
Die Geschichte der ursprünglich unter dem Namen Ramgram bekannten Stadt reicht bis in vedische Zeiten zurück. Um das Jahr 1200 eroberte Muhammad von Ghur die Gegend und begründete den starken islamischen Einfluss. Zur Zeit des Mogul-Kaisers Akbar I. war sie Hauptstadt eines Distrikts (sarkar). Später kam Gorakhpur unter die Herrschaft der Nawabs von Oudh, ehe diese die Stadt im Jahr 1801 an die Britische Ostindien-Kompanie abtraten. Nach der indischen Unabhängigkeit (1947) wurde Gorakhpur in den Bundesstaat Uttar Pradesh eingegliedert.

## Sehenswürdigkeiten
- Wichtigster Tempel der Stadt ist der im 18. oder 19. Jahrhundert erbaute und dem Begründer der hinduistischen Nath Pantha-Sekte geweihte (siehe Hinduistische Orden) Gorakhnath-Tempel.
- Der Kali-Tempel ist ebenfalls von großer Bedeutung für gläubige Hindus.
- Das Archaeological Museum zeigt Skulpturen und Malereien aus Gorakhpur und seiner Umgebung.
- Das Taramandal-Planetarium ist vorwiegend für Inder interessant. Himmelsbeobachtungen sind wegen des nahezu ständig dunstigen Himmels kaum möglich.
- Der Ambedkar-Park trägt den Namen von Bhimrao Ramji Ambedkar, eines Führers der indischen Unabhängigkeitsbewegung und Kämpfers gegen das Kastenwesen.

## Söhne und Töchter der Stadt
- Leopold Stennett Amery (1873–1955), britischer Politiker und Journalist
- Yogananda (1893–1952), Yoga-Meister, Philosoph und Schriftsteller
- Mahavir Prasad (1939–2010), Politiker
- Anu Malhotra (* 1961), Filmproduzentin und Filmregisseurin
- Jimmy Shergill (* 1970), Schauspieler
- Anurag Kashyap (* 1972), Filmproduzent und Drehbuchautor